# Larry Brown (cornerback)
Larry Brown, Jr. (30 de noviembre de 1969, Miami, Florida) es un exjugador de fútbol americano que jugó con los Dallas Cowboys y los Oakland Raiders. 
Tras jugar con los TCU Horned Frogs en 1991 fue elegido en la 12ª ronda del draft de la NFL, en el puesto 320 por los Cowboys.
Es reconocido principalmente por haber sido nombrado jugador más valioso del Super Bowl XXX. Fue el primer cornerback en ganar el premio y el primer defensive back desde 1973. En ese juego, Brown consiguió dos intercepciones en contra de los Pittsburgh Steelers que ayudaron a los Cowboys a ganar su tercer campeonato en cuatro años. Después de esa temporada Brown firmó con los Raiders pero solo jugó dos temporadas antes de regresar a los Cowboys en 1998 para retirarse definitivamente al final de la campaña.